# Хамуд ибн Мухаммад ибн Саид
Сеид сэр Хамуд ибн Мухаммад ибн Саид (араб.  حمود بن محمد‎, р. 1853 — 18 июля 1902) — 7-й султан Занзибара.

## Биография
Был сыном оманского принца Мухаммада ибн Саида и внуком Саид ибн Султана, являясь таким образом двоюродным братом султана Занзибара Хамада ибн Тувайни (сына Тувайни ибн Саида). В 1896 году Хамад неожиданно скончался, и дворец захватил Халид ибн Баргаш, объявивший себя новым султаном (существует версия, что он отравил Хамида), которого поддержала Германия. Однако это не было признано Великобританией, и разразилась 38-минутная англо-занзибарская война, после которой Халид бежал, пробыв на троне всего два дня. При британской поддержке трон занял Хамуд ибн Мухаммад, ставший фактически марионеткой в руках британского консула сэра Бэзила Кэйва.
По настоянию британской стороны в 1897 году султан запретил рабство в Занзибаре и освободил всех рабов, за что в 1898 году был произведён королевой Викторией в рыцарское достоинство.

## Семья
Хамуд был женат на принцессе Сеиде Ханфоре ибн Маджид аль-Бусаид (дочери первого султана Занзибара). У них было десять детей:
- принц Сеид Али ибн Хамуд
- принц Сеид Маджид ибн Хамуд
- принц Сеид Сауд ибн Хамуд
- принц Сеид Таймур ибн Хамуд
- принц Сеид Файсал ибн Хамуд
- принц Сеид Мухаммед ибн Хамуд
- принцесса Сеида Матука ибн Хамуд
- принцесса Сеида Башан ибн Хамуд
- принцесса Сеида Боран ибн Хамуд
- принцесса Сеида Хакима ибн Хамуд